# Вояни
Вояни (словац. Vojany) — село, громада в окрузі Михайлівці, Кошицький край, Словаччина. Село розташоване на висоті 102 м над рівнем моря. Населення — 877 чол. (2007). Вперше згадується в 1323 році. В селі є бібліотека та футбольне поле. Також є фельдшерсько-акушерський пункт та власний відділ реєстрації народжуваності. Є власна залізнична станція.

## Населення
| Рік:            | 1994. | 2004.    | 2014.   | 2024.   |
| --------------- | ----- | -------- | ------- | ------- |
| Кількість осіб: | 714   | 825      | 881     | 950     |
| Різниця:        |       | +15,54 % | +6,78 % | +7,83 % |

| Рік:            | 2023. | 2024.   |
| --------------- | ----- | ------- |
| Кількість осіб: | 947   | 950     |
| Різниця:        |       | +0,31 % |